# Knud (drengenavn)
| Drenge- | Drenge-   | Pige- | Pige-    | Efter- | Efter-      |
| ------- | --------- | ----- | -------- | ------ | ----------- |
| 1       | Peter     | 1     | Anne     | 1      | Nielsen     |
| 2       | Michael   | 2     | Mette    | 2      | Jensen      |
| 3       | Lars      | 3     | Kirsten  | 3      | Hansen      |
| 4       | Jens      | 4     | Hanne    | 4      | Andersen    |
| 5       | Thomas    | 5     | Anna     | 5      | Pedersen    |
| 6       | Henrik    | 6     | Helle    | 6      | Christensen |
| 7       | Søren     | 7     | Maria    | 7      | Larsen      |
| 8       | Christian | 8     | Susanne  | 8      | Sørensen    |
| 9       | Martin    | 9     | Lene     | 9      | Rasmussen   |
| 10      | Jan       | 10    | Marianne | 10     | Jørgensen   |

 Denne artikel omhandler navnet. Opslagsordet har også en anden betydning, se Knut (flertydig).
Knud er et gammelt nordisk drengenavn med ophav i norrønt knútr (= knude). Navnet findes i flere varianter, her nævnt i rækkefølge efter hyppighed: Knud, Knut og Knuth.
Cirka 20 500 danskere hedder Knud eller en variation deraf, ifølge Danmarks Statistik. 
Knud har navnedag 7. januar, som var den dag, Knud Lavard blev dræbt.

## Udbredelse
I Flateyjarbok står, at Gorm den gamles far hed Knud og voksede op som hittebarn og slave, men endte som konge. At Gorms far faktisk hed Knud, er sandsynligt, for Gorms ældste søn hed Knud Danaast. Allerede dengang må navnet have været udbredt, for Knudstrup er et almindeligt stednavn, også i Danelagen; og det forekommer i Normandie, hvor det også kendes som slægtsnavn. Förstemanns Namenbuch nævner et oldhøjtysk Chnuz fra perioden 774 - 786, og en Knut kendes fra nederlandsk område i 834. Den første med navnet i Norge er Knútr af Jathri omkring år 1150, men han var dattersøn af Svend Estridsen, og sandsynligvis opkaldt efter slægtninge i det danske kongehus. Knut var i middelalderen et almindeligt navn i Norge. Mere end 30 personer med navnet omtales i Regesta Norvegica (fra perioden 822-1430).  Til Sverige kom navnet med svenske krigere i Knud den stores hær, og ved indgifte mellem danske og svenske fyrsteslægter. På latin blev det opfattet som Canutus (= den gråhårede, ærværdige). I England kendes varianterne Canute og Cnut side om side i Domesday Book fra 1086. 

## Danske konger med navnet
- Knud Hardegon (Hardeknud Svendsen) (Knud 1.) (død før 934)
- Knud Danaást (ca. 920/925 – 962)
- Knud den Store (Knud 2.) (ca. 995 – 1035)
- Hardeknud (Knud 3.) (ca. 1020 – 1042)
- Knud den Hellige (Knud 4.) (ca. 1043 – 1086)
- Knud 5. Magnussen (død 1157)
- Knud 6. Valdemarsen (1163 – 1202)

## Kendte personer med navnet
- Knuth Becker, dansk forfatter.
- Knud Enggaard, politiker og minister.
- Knud Jespersen, politiker, folketingsmedlem og formand for Danmarks Kommunistiske Parti.
- Knud Kristensen, dansk statsminister.
- Knud Heinesen, socialdemokratisk politiker og erhvervsmand.
- Knud Hertling, politiker og minister.
- Knud Holscher, arkitekt og designer.
- Knud Lavard, hertug.
- Knud Lundberg, sportsmand, forfatter og journalist.
- Knud Ejler Løgstrup, filosof og teolog.
- Knud Lyne Rahbek, litteraturhistoriker og forfatter.
- Knud Odde, musiker, maler og grafiker.
- Knud Rasmussen, polarforsker.
- Knud Sørensen, forfatter.
- Knud Sønderby, forfatter.
- Knud Thestrup, politiker og minister.
- Knud Torben Grabow Christensen, musiker (kendt som Sebastian).
- Knud H. Thomsen, dansk forfatter.
- Knud Leif Thomsen, filminstruktør.
- Knud Vad Thomsen, komponist.
- Knut Hamsun, norsk forfatter.

## Navnet anvendt ifiktion
- Svend, Knud og Valdemar, teaterstykke. [4]

## Navnet brugt andre steder
- Knut, isbjørn i Berlin Zoo. [5]